# No Man's Land (película de 2021)
No Man's Land es una película estadounidense del género wéstern de 2021, dirigida por Conor Allyn a partir de un guion de Jake Allyn y David Barraza. Está protagonizada por Frank Grillo, Jake Allyn, George Lopez, Andie MacDowell, Alex MacNicoll, Jorge A. Jiménez y Andres Delgado.

## Reparto
- Frank Grillo como Bill Greer
- Jake Allyn como Jackson Greer
- George Lopez como Ramirez
- Andie MacDowell como Monica Greer
- Esmeralda Pimentel como Victoria
- Alex MacNicoll como Lucas Greer
- Jorge A. Jiménez como Gustavo
- Andres Delgado como Luis
- Ofelia Medina como Lupe
- Tiaré Scanda como Maria

## Producción
En junio de 2019, Jake Allyn, Frank Grillo, Jorge A. Jiménez, George Lopez, Andie MacDowell y Alex MacNicoll se unieron al elenco de la película, con Allyn dirigiendo un guion de Jake Allyn y David Barraza Ibañez.
La fotografía principal comenzó en junio de 2019.

## Lanzamiento
En junio de 2020, IFC Films adquirió los derechos de distribución de la película. La película se estrenó el 22 de enero de 2021.

## Recepción
El agregador de reseñas Rotten Tomatoes otorga a la película una calificación de aprobación del 38% basada en 47 reseñas, con una calificación promedio de 5.6/10. El consenso del sitio web dice: "Noble pero a menudo monótono, No Man's Land demuestra que el viejo adagio sobre una carretera pavimentada con buenas intenciones es igualmente cierto para un sendero occidental polvoriento". Según Metacritic, que tomó muestras de 14 críticos y calculó una puntuación de 52 sobre 100, la película recibió "críticas mixtas o promedio".
 